# Castiarina coeruleipes
Castiarina coeruleipes es una especie de escarabajo del género Castiarina, familia Buprestidae. Fue descrita científicamente por Saunders en 1869.